# Гранс (Буш-дю-Рон)
Гранс (фр. Grans) — коммуна на юго-востоке Франции в регионе Прованс — Альпы — Лазурный Берег, департамент Буш-дю-Рон, округ Экс-ан-Прованс, кантон Салон-де-Прованс-2.
Площадь коммуны — 27,6 км², население — 4033 человека (2006) с выраженной тенденцией к росту: 4319 человек (2012), плотность населения — 156,5 чел/км².

## Население
Население коммуны в 2011 году составляло 4282 человека, а в 2012 году — 4319 человек.
| 1962 | 1968 | 1975 | 1982 | 1990 | 1999 | 2006 | 2007 | 2011 | 2012 |
| ---- | ---- | ---- | ---- | ---- | ---- | ---- | ---- | ---- | ---- |
| 2216 | 2446 | 2801 | 3095 | 3436 | 3716 | 4033 | 4078 | 4282 | 4319 |

Динамика населения:

## Экономика
В 2010 году из 2697 человек трудоспособного возраста (от 15 до 64 лет) 2028 были экономически активными, 669 — неактивными (показатель активности 75,2 %, в 1999 году — 68,2 %). Из 2028 активных трудоспособных жителей работали 1855 человек (990 мужчин и 865 женщин), 173 числились безработными (71 мужчина и 102 женщины). Среди 669 трудоспособных неактивных граждан 225 были учениками либо студентами, 263 — пенсионерами, а ещё 181 — были неактивны в силу других причин.
На протяжении 2010 года в коммуне числилось 1849 облагаемых налогом домохозяйств, в которых проживало 4569,0 человек. При этом медиана доходов составила 22 тысячи 951 евро на одного налогоплательщика.